# Az Atlético Madrid 2018–2019-es szezonja
Az Atlético de Madrid 2018–19-es szezonja a csapat 114. idénye volt fennállása óta, sorozatban pedig a 15. a spanyol első osztályban. Az idény 2018 augusztusában kezdődött, és 2019 májusában ért véget.

## Mezek
Gyártó: Nike/
Mezszponzor: Plus500
| Hazai | Vendég | Harmadik |

## Átigazolások
2018. évi nyári átigazolási időszak, 
 2019. évi téli átigazolási időszak

### Érkezők
| Mezszám | Poz. | Nemzet | Név                  | Kor | EU         | Honnan        | Szerződés megnevezése | Átigazolási időszak                 | Szerződés vége | Átigazolás összege | Forrás |
| ------- | ---- | ------ | -------------------- | --- | ---------- | ------------- | --------------------- | ----------------------------------- | -------------- | ------------------ | ------ |
| 14      | KP   | ESP    | Rodri                | 22  | EU         | Villarreal    | átigazolás            | 2018. évi nyári átigazolási időszak | 2023           | 20.0M €            |        |
|         | KP   | URU    | Juan Manuel Sanabria | 18  | EU-n kívül | Nacional      | átigazolás            | 2018. évi nyári átigazolási időszak | 2023           | 850E €             |        |
|         | V    | ARG    | Nehuén Pérez         | 18  | EU-n kívül | Argentinos    | átigazolás            | 2018. évi nyári átigazolási időszak | 2021           | 2,5M €             |        |
| 11      | KP   | FRA    | Thomas Lemar         | 22  | EU         | AS Monaco     | átigazolás            | 2018. évi nyári átigazolási időszak | 2023           | 70,0M €            |        |
| 1       | K    | ESP    | Antonio Adán         | 31  | EU         | Real Betis    | átigazolás            | 2018. évi nyári átigazolási időszak | 2020           | 1,0M €             |        |
|         | V    | ESP    | Jonny Castro         | 24  | EU         | Celta Vigo    | átigazolás            | 2018. évi nyári átigazolási időszak |                | 7,0M €             |        |
| 18      | Cs   | POR    | Gelson Martins       | 23  | EU         | Sporting CP   | átigazolás            | 2018. évi nyári átigazolási időszak | 2024           | ingyen             |        |
| 4       | V    | COL    | Santiago Arias       | 26  | EU         | PSV Eindhoven | átigazolás            | 2018. évi nyári átigazolási időszak | 2023           | 11,0M €            |        |
| 9       | Cs   | CRO    | Nikola Kalinić       | 30  | EU         | AC Milan      | átigazolás            | 2018. évi nyári átigazolási időszak | 2021           | 14,5M €            |        |
| 22      | Cs   | ESP    | Álvaro Morata        | 26  | EU         | Chelsea       | kölcsönbe             | 2019. évi téli átigazolási időszak  | 2020           |                    | [ 1 ]  |

Összes kiadás:  126.85M €

### Távozók
| Mezszám | Dátum               | Poszt          | Nemzet | Név                    | Kor | Hová                  | Ár                      | jegyzet                 |
| ------- | ------------------- | -------------- | ------ | ---------------------- | --- | --------------------- | ----------------------- | ----------------------- |
| 9       | 2018. július 10.    | Csatár         | ESP    | Fernando Torres        | 34  | Szagan Toszu          | ingyen                  |                         |
| 14      | 2018. július 2.     | Középpályás    | ESP    | Gabi                   | 35  | Asz-Szadd             | ingyen                  |                         |
|         | 2018. július 1.     | Középpályás    | POR    | Diogo Jota             | 21  | Wolves                | 14,0M €                 |                         |
| 25      | 2018. július 11.    | Labdarúgókapus | ARG    | Axel Werner            | 22  | Huesca                | egy szezonra kölcsönbe  |                         |
| 29      | 2018. július 1.     | Hátvéd         | ESP    | Sergio González Testón | 23  |                       | szerződés felbontása    | Végül FA Ararat Jerevan |
|         | 2018. július 23.    | Hátvéd         | URU    | Emiliano Velázquez     | 24  | Rayo Vallecano        | 1,0M €                  |                         |
| 16      | 2018. július 31.    | Hátvéd         | CRO    | Šime Vrsaljko          | 26  | Internazionale Milano | egy szezonra kölcsönbe  |                         |
|         | 2018. augusztus 1.  | Labdarúgókapus | POR    | André Moreira          | 22  | Aston Villa           | egy szezonra kölcsönbe  |                         |
|         | 2018. augusztus 9.  | Csatár         | ARG    | Luciano Vietto         | 24  | Fulham                | egy szezonra kölcsönbe  |                         |
| 21      | 2018. augusztus 12. | Csatár         | FRA    | Kevin Gameiro          | 31  | Valencia              | 16,0M €                 |                         |
|         | 2019. január 23.    | Labdarúgókapus | POR    | André Moreira          | 22  | Feirense              | szezon végéig kölcsönbe |                         |
| 18      | 2019. január 27.    | Csatár         | POR    | Gelson Martins         | 23  | Monaco                | szezon végéig kölcsönbe |                         |

Összes bevétel:  31,0M €

Nettó bevétel:  95,85M €

## Felkészülés
- Első felkészülési mérkőzés:
- Második felkészülési mérkőzés:

| 2018. augusztus 8. 20:00 |

| Cagliari | 0–1               | Atlético Madrid |
| -------- | ----------------- | --------------- |
|          | (0–1) Jegyzőkönyv | Garcés 32'      |

| Sardegna Aréna, Cagliari Nézőszám: 15.000 |

| GK            | 28 | Alessio Cragni          |  |
| RB            | 59 | Filippo Romagna         |  |
| CB            | 23 | Luca Ceppitelli         |  |
| LB            | 22 | Charalampos Lykogiannis |  |
| RM            | 8  | Luca Cigarini           |  |
| CM            | 7  | Andrea Cossu            |  |
| CM            | 21 | Artur Ionita            |  |
| LM            | 24 | Paolo Farago            |  |
| RF            | 29 | Lucas Castro            |  |
| CF            | 30 | Leonardo Pavoletti      |  |
| LF            | 17 | Diego Farias            |  |
| Edző:         |    |                         |  |
| Rolando Maran |    |                         |  |

| GK            | 13 | Jan Oblak          |  |
| RB            | 20 | Juanfran           |  |
| CB            | 24 | José María Giménez |  |
| CB            | 2  | Diego Godín        |  |
| LB            | 3  | Filipe Luís        |  |
| CM            | 6  | Koke               |  |
| CM            | 8  | Saúl Ñíguez        |  |
| RM            | 10 | Ángel Correa       |  |
| CM            | 18 | Gelson Martins     |  |
| LM            | 11 | Thomas Lemar       |  |
| CF            | 32 | Borja Garcés       |  |
| Edző:         |    |                    |  |
| Diego Simeone |    |                    |  |

## UEFA-szuperkupa
| 2018. augusztus 15. 21:00 |

| Real Madrid                      | 2–4                       | Atlético Madrid                   |
| -------------------------------- | ------------------------- | --------------------------------- |
| Benzema 27' Ramos 63' (11-esből) | (1–1 2–2 2–4) Jegyzőkönyv | Costa 1' 79' Ñíguez 98' Koke 104' |

| A. Le Coq Aréna, Tallinn, Észtország Játékvezető: Szymon Marciniak (lengyel) |

| Real Madrid | Atlético Madrid |

| GK              | 1  | Keylor Navas      |       |      |
| RB              | 2  | Dani Carvajal     |       |      |
| CB              | 4  | Sergio Ramos      | 112'  |      |
| CB              | 5  | Raphaël Varane    |       |      |
| LB              | 12 | Marcelo           | 54'   |      |
| DM              | 14 | Casemiro          |       | 76'  |
| CM              | 8  | Toni Kroos        |       | 102' |
| CM              | 22 | Isco              |       | 83'  |
| RF              | 11 | Gareth Bale       |       |      |
| CF              | 9  | Karim Benzema     |       |      |
| LF              | 20 | Marco Asensio     | 35'   | 57'  |
| Cserék:         |    |                   |       |      |
| GK              | 13 | Kiko Casilla      |       |      |
| GK              | 26 | Andrij Lunyin     |       |      |
| DF              | 6  | Nacho             |       |      |
| DF              | 29 | Sergio Reguilón   |       |      |
| DF              | 31 | Javier Sánchez    |       |      |
| MF              | 10 | Luka Modrić       | 101'  | 57'  |
| MF              | 18 | Marcos Llorente   |       |      |
| MF              | 24 | Dani Ceballos     | 90+1' | 76'  |
| MF              | 27 | Federico Valverde |       |      |
| FW              | 17 | Lucas Vázquez     |       | 83'  |
| FW              | 21 | Borja Mayoral     |       | 102' |
| FW              | 28 | Vinícius Júnior   |       |      |
| Vezetőedző:     |    |                   |       |      |
| Julen Lopetegui |    |                   |       |      |

| GK                                                        | 13 | Jan Oblak         |        |       |
| RB                                                        | 20 | Juanfran          |        |       |
| CB                                                        | 15 | Stefan Savić      |        |       |
| CB                                                        | 2  | Diego Godín       |        |       |
| LB                                                        | 21 | Lucas Hernández   |        |       |
| RM                                                        | 11 | Thomas Lemar      |        | 90+1' |
| CM                                                        | 14 | Rodri             |        | 71'   |
| CM                                                        | 8  | Saúl Ñíguez       |        |       |
| LM                                                        | 6  | Koke              |        |       |
| CF                                                        | 19 | Diego Costa       | 62'    | 109'  |
| CF                                                        | 7  | Antoine Griezmann |        | 57'   |
| Cserék:                                                   |    |                   |        |       |
| GK                                                        | 1  | Antonio Adán      |        |       |
| GK                                                        | 37 | Alex Dos Santos   |        |       |
| DF                                                        | 3  | Filipe Luís       |        |       |
| DF                                                        | 4  | Santiago Arias    |        |       |
| DF                                                        | 24 | José Giménez      |        | 109'  |
| MF                                                        | 5  | Thomas Partey     |        | 90+1' |
| MF                                                        | 23 | Vitolo            | 105+3' | 71'   |
| MF                                                        | 30 | Roberto Olabe     |        |       |
| FW                                                        | 9  | Nikola Kalinić    |        |       |
| FW                                                        | 10 | Ángel Correa      | 60'    | 57'   |
| FW                                                        | 18 | Gelson Martins    |        |       |
| Vezetőedző:                                               |    |                   |        |       |
| Germán Burgos , miután Diego Simeone eltiltását töltötte. |    |                   |        |       |

| A mérkőzés legjobbja: Diego Costa (Atlético Madrid) Asszisztensek: Paweł Sokolnicki Tomasz Listkiewicz Negyedik játékvezető: Ovidiu Hațegan Oldalvonali játékvezetők: Paweł Raczkowski (lengyel) Tomasz Musiał (lengyel) Tartalék játékvezető Radosław Siejka | Szabályok - 90 perc játékidő. - 30 perc hosszabbítás döntetlen esetén. - Ha ekkor sincs döntés, akkor tizenegyesekkel dől el a párharc. - Tizenkét cserejátékos nevezhető. - Maximum három, hosszabbítás esetén négy cserejátékos bevethető. |

### A mérkőzés előtt
Mérkőzés előtti nyilatkozatok 
Jó érzésekkel várom a találkozót, jól sikerült a felkészülés. Ez lesz az első tétmeccsünk ebben a szezonban, egyből egy döntő, amit meg szeretnénk nyerni. Az Atlético ellen a maximumot kell nyújtanunk. Zidane fantasztikus munkát végzett a csapatnál, de ez már a múlt. Most arra kell koncentrálnunk, hogy tovább építsük a klub történetét, nem nézünk hátra, csak a jelen számít, a magabiztosság és a munka. Bale motivált és fontos tagja az együttesnek. Örülök, hogy ilyen a hozzáállása és a munkája. Benzema szintén nagyon jó játékos, sokra tartom őt is. Keményen dolgozik, hogy segítsen a csapaton.
Itt az esély, hogy egyből egy trófea elhódításával kezdjük a szezont. Kiváltság pályára lépni egy európai Szuperkupa-meccsen. Sorozatban ez már a harmadik, ez is jelzi, mennyire rendben mentek a dolgok az utóbbi időben. Fontos láncszeme volt a gárdának Ronaldo, de nem lehet csupán egy játékosra csapatot építeni. Továbbra is minél jobbak akarunk lenni csapatként, és trófeákat szeretnénk nyerni, ez a legfontosabb.
Mindenki készen áll, mindent meg fogunk tenni a győzelemért. A Real az utóbbi két felkészülési mérkőzésen nagy nyomást gyakorolt az ellenfelére, amikor nem nála volt a labda. Fontos, hogy szívvel játsszunk, ez dönthet.
A legfontosabb, hogy mindent beleadjunk, a csapat jelenlegi célja pedig a folyamatos javulás

### Helyszín
2017-ben az UEFA úgy döntött, hogy a 2018-as UEFA-szuperkupa döntöjét a tallinni A. Le Coq Arénában játsszák le.

## LaLiga
2018. július 24.-ei sorsolás alapján az első mérkőzését az Estadio Mestallában, a Valenciával játssza.

### Augusztus
| 2018. augusztus 20. 20:00 |

| Valencia    | 1–1               | Atlético Madrid |
| ----------- | ----------------- | --------------- |
| Rodrigo 56' | (0–1) Jegyzőkönyv | Correa 26'      |

| Estadio Mestalla, Valencia Nézőszám: 46174 Játékvezető: Jesús Gil Manzano (spanyol) |

| 2018. augusztus 25. 20:15 |

| Atlético Madrid | 1–0               | Rayo Vallecano |
| --------------- | ----------------- | -------------- |
| Griezmann 63'   | (0–0) Jegyzőkönyv |                |

| Wanda Metropolitano Stadion, Madrid Nézőszám: 52 693 Játékvezető: José González (spanyol) |

### Szeptember
| 2018. szeptember 1. 18:30 |

| Celta Vigo               | 2–0               | Atlético Madrid |
| ------------------------ | ----------------- | --------------- |
| Gómez 46' Iago Aspas 52' | (0–0) Jegyzőkönyv |                 |

| Balaídos, Vigo Nézőszám: 19 262 Játékvezető: Antonio Mateu Lahoz (spanyol) |

| 2018. szeptember 15. 13:00 |

| Atlético Madrid | 1–1               | Eibar      |
| --------------- | ----------------- | ---------- |
| Garcés 90+3'    | (0–0) Jegyzőkönyv | Enrich 87' |

| Wanda Metropolitano Stadion, Madrid Nézőszám: 55674 Játékvezető: Juan Marínez (spanyol) |

| 2018. szeptember 18. 18:30 |

| Getafe | 0–2               | Atlético Madrid     |
| ------ | ----------------- | ------------------- |
|        | (0–1) Jegyzőkönyv | Soria 14' Lemar 60' |

| Coliseum Alfonso Pérez, Getafe Nézőszám: 17 393 Játékvezető: José Sánchez (spanyol) |

| 2018. szeptember 25. 22:00 |

| Atlético Madrid                   | 3–0               | Huesca |
| --------------------------------- | ----------------- | ------ |
| Griezmann 16' Thomas 29' Koke 33' | (3–0) Jegyzőkönyv |        |

| Wanda Metropolitano Stadion, Madrid Nézőszám: 47109 Játékvezető: Pablo González (spanyol) |

| 2018. szeptember 29. 20:45 |

| Real Madrid | 0–0               | Atlético Madrid |
| ----------- | ----------------- | --------------- |
|             | (0–0) Jegyzőkönyv |                 |

| Santiago Bernabéu stadion, Madrid Nézőszám: 78562 Játékvezető: Juan Martínez Munuera (spanyol) |

### Október
| 2018. Október 7. 16:15 |

| Atlético Madrid | 1–0               | Betis |
| --------------- | ----------------- | ----- |
| Correa 74'      | (0–0) Jegyzőkönyv |       |

| Wanda Metropolitano Stadion, Madrid Nézőszám: 63 719 Játékvezető: Alberto Undiado (spanyol) |

| 2018. október 20. 18:30 |

| Villarreal | 1–1               | Atlético Madrid |
| ---------- | ----------------- | --------------- |
| Gaspar 46' | (0–0) Jegyzőkönyv | Filipe Luís 51' |

| Estadio El Madrigal, Vila-real Nézőszám: 17 273 Játékvezető: Javier Estrada (spanyol) |

| 2018. október 27. 20:45 |

| Atlético Madrid           | 2–0               | Real Sociedad |
| ------------------------- | ----------------- | ------------- |
| Godín 45' Filipe Luís 60' | (1–0) Jegyzőkönyv |               |

| Wanda Metropolitano Stadion, Madrid Nézőszám: 57 514 Játékvezető: Antonio Mateu Lahoz (spanyol) |

### November
| 2018. november 3. 13:00 |

| Leganés     | 1–1               | Atlético Madrid |
| ----------- | ----------------- | --------------- |
| Carillo 82' | (0–0) Jegyzőkönyv | Griezmann 69'   |

| Estadio Municipal de Butarque, Madrid Nézőszám: 12 319 Játékvezető: Mario Melero (spanyol) |

| 2018. november 10. 18:30 |

| Atlético Madrid                  | 3–2               | Athletic Club    |
| -------------------------------- | ----------------- | ---------------- |
| Thomas 61' Rodri 80' Godín 90+1' | (0–1) Jegyzőkönyv | Williams 36' 64' |

| Wanda Metropolitano Stadion, Madrid Nézőszám: 59 321 Játékvezető: José Sánchez (spanyol) |

| 2018. november 25. 20:45 (tv:Spíler1 TV Spíler2 TV mindkettő egyszerre közvetít) |

| Atlético Madrid                                                           | 1 – 1               | Barcelona                                            |
| ------------------------------------------------------------------------- | ------------------- | ---------------------------------------------------- |
| Costa 77' Hernández 39' Griezmann 48' Costa 71' Rodri 86' Filipe Luís 87' | (0 – 0) Jegyzőkönyv | 90' O. Dembélé 29' Busquets 71' Umtiti 90+3' Rafinha |

| Wanda Metropolitano Stadion, Madrid Nézőszám: 67 204 Játékvezető: Jesús Gil Manzano (spanyol) |

| 2018. december 2. 16:15 |

| Girona FC    | 1–1               | Atlético Madrid |
| ------------ | ----------------- | --------------- |
| Stuani 45+2' | (1–0) Jegyzőkönyv | Ramalho 82'     |

| Estadi Montilivi, Girona Nézőszám: 12 104 Játékvezető: Ricardo de Burgos (spanyol) |

### December
| 2018. december 8. 13:00 |

| Atlético Madrid                     | 3–0               | Alavés |
| ----------------------------------- | ----------------- | ------ |
| Kalinić 25' Griezmann 82' Rodri 87' | (1–0) Jegyzőkönyv |        |

| Wanda Metropolitano Stadion, Madrid Nézőszám: 55 810 Játékvezető: Alejandro Hernández (spanyol) |

| 2018. december 15. 16:15 |

| Real Valladolid     | 2–3               | Atlético Madrid                 |
| ------------------- | ----------------- | ------------------------------- |
| Carelo 57' Saúl 63' | (0–2) Jegyzőkönyv | Kalinić 26' Griezmann 45+1' 80' |

| Estadio José Zorrilla, Valladolid Nézőszám: 22 585 Játékvezető: Alberto Undiano (spanyol) |

| 2018. december 22. 16:15 |

| Atlético Madrid | 1–0               | Espanyol |
| --------------- | ----------------- | -------- |
| Griezmann 56'   | (0–0) Jegyzőkönyv |          |

| Wanda Metropolitano Stadion, Madrid Nézőszám: 58 069 Játékvezető: Mario Melero (spanyol) |

### Január
| 2019. január 6. 16:15 |

| Sevilla        | 1–1               | Atlético Madrid |
| -------------- | ----------------- | --------------- |
| Ben Yedder 37' | (1–1) Jegyzőkönyv | Griezmann 45'   |

| Estadio Ramón Sánchez Pizjuán, Sevilla Nézőszám: 38 603 Játékvezető: Antonio Mateu Lahoz (spanyol) |

| 2019. január 13. 12:00 |

| Atlético Madrid | 1–0               | Levante |
| --------------- | ----------------- | ------- |
| Griezmann 57'   | (0–0) Jegyzőkönyv |         |

| Wanda Metropolitano Stadion, Madrid Nézőszám: 55 959 Játékvezető: Eduardo Prieto (spanyol) |

| 2019. január 19. 18:30 |

| Huesca | 0–3               | Atlético Madrid              |
| ------ | ----------------- | ---------------------------- |
|        | (0–1) Jegyzőkönyv | Lucas 31' Arias 52' Koke 71' |

| Estadio El Alcoraz, Huesca Nézőszám: 7 107 Játékvezető: Guillermo Cuadra (spanyol) |

| 2019. január 26. 16:15 |

| Atlético Madrid        | 2–0               | Getafe |
| ---------------------- | ----------------- | ------ |
| Griezmann 27' Saúl 37' | (2–0) Jegyzőkönyv |        |

| Wanda Metropolitano Stadion, Madrid Nézőszám: 55 709 Játékvezető: Ignacio Iglesias (spanyol) |

### Február
| 2019. február 3. 16:15 |

| Betis       | 1–0               | Atlético Madrid |
| ----------- | ----------------- | --------------- |
| Canales 65' | (0–0) Jegyzőkönyv |                 |

| Estadio Benito Villamarín, Sevilla Nézőszám: 50 864 Játékvezető: David Medié (spanyol) |

| 2019. február 9. 16:15 |

| Atlético Madrid | 1–3               | Real Madrid                     |
| --------------- | ----------------- | ------------------------------- |
| Griezmann 25'   | (1–2) Jegyzőkönyv | Casemiro 16' Ramos 42' Bale 74' |

| Wanda Metropolitano Stadion, Madrid Nézőszám: 67 752 Játékvezető: Javier Estrada (spanyol) |

| 2019. február 15. 16:15 |

| Rayo Vallecano | 0–1               | Atlético Madrid |
| -------------- | ----------------- | --------------- |
|                | (0–0) Jegyzőkönyv | Griezmann 74'   |

| Estadio Teresa Rivero, Madrid Nézőszám: 13 691 Játékvezető: Jesús Gil Manzano (spanyol) |

| 2018. február 24. 16:15 |

| Atlético Madrid     | 2–0               | Villarreal |
| ------------------- | ----------------- | ---------- |
| Morata 31' Saúl 88' | (1–0) Jegyzőkönyv |            |

| Wanda Metropolitano Stadion, Madrid Nézőszám: 58 832 Játékvezető: Alberto Undiano (spanyol) |

### Március
| 2019. március 3. 18:30 |

| Real Sociedad | 0–2               | Atlético Madrid |
| ------------- | ----------------- | --------------- |
|               | (0–2) Jegyzőkönyv | Morata 30' 33'  |

| Estadio Anoeta, Sociedad Nézőszám: 25 955 Játékvezető: José González (spanyol) |

| 2018. március 9. 16:15 |

| Atlético Madrid | 1–0               | Leganés |
| --------------- | ----------------- | ------- |
| Saúl 50'        | (0–0) Jegyzőkönyv |         |

| Wanda Metropolitano Stadion, Madrid Nézőszám: 58 174 Játékvezető: Antonio Mateu Lahoz (spanyol) |

| 2019. március 16. 18:30 |

| Athletic Club             | 2–0               | Atlético Madrid |
| ------------------------- | ----------------- | --------------- |
| I. Williams 73' Kodro 85' | (0–0) Jegyzőkönyv |                 |

| San Mamés, Bilbao Nézőszám: 39 735 Játékvezető: Santiago Jaime (spanyol) |

## Bajnokok Ligája
Az UEFA augusztus 30-i sorsolása alapján a csapat az A csoportba került:
| Hely. | Csapat             | M | Gy | D | V | G+ | G– | Gk  | P  | Továbbjutás                                |  | DOR | ATM | BRU | MON |
| ----- | ------------------ | - | -- | - | - | -- | -- | --- | -- | ------------------------------------------ |  | --- | --- | --- | --- |
| 1.    | Borussia Dortmund  | 6 | 4  | 1 | 1 | 10 | 2  | +8  | 13 | Továbbjutott az egyenes kieséses szakaszba |  | —   | 4–0 | 0–0 | 3–0 |
| 2.    | Atlético de Madrid | 6 | 4  | 1 | 1 | 9  | 6  | +3  | 13 | Továbbjutott az egyenes kieséses szakaszba |  | 2–0 | —   | 3–1 | 2–0 |
| 3.    | Club Brugge        | 6 | 1  | 3 | 2 | 6  | 5  | +1  | 6  | Átkerült az Európa-ligába                  |  | 0–1 | 0–0 | —   | 1–1 |
| 4.    | AS Monaco          | 6 | 0  | 1 | 5 | 2  | 14 | −12 | 1  |                                            |  | 0–2 | 1–2 | 0–4 | —   |

1. 1 2  Egymás elleni gólkülönbség: Borussia Dortmund +2, Atletico de Madrid –2.

### Első mérkőzés
| 2018. szeptember 18. 21:00 |

| AS Monaco    | 1–2               | Atlético Madrid         |
| ------------ | ----------------- | ----------------------- |
| Grandsir 18' | (1–2) Jegyzőkönyv | Costa 31' Giménez 45+1' |

| II. Lajos Stadion, Monaco Nézőszám: 10575 Játékvezető: William Collum (skót) |

### Második mérkőzés
| 2018. október 3. 21:00 |

| Atlético Madrid              | 3–1               | Club Brugge    |
| ---------------------------- | ----------------- | -------------- |
| Griezmann 28' 63' Koke 90+3' | (1–1) Jegyzőkönyv | Groeneveld 39' |

| Wanda Metropolitano Stadion, Madrid Nézőszám: 55742 Játékvezető: Ivan Kružliak (szlovák) |

### Harmadik mérkőzés
| 2018. október 24. 21:00 |

| Borussia Dortmund                   | 4–0               | Atlético Madrid |
| ----------------------------------- | ----------------- | --------------- |
| Witsel 38' Guerreiro 73' 89' Sancho | (1–0) Jegyzőkönyv |                 |

| Signal Iduna Park, Dortmund Nézőszám: 66099 Játékvezető: Anthony Taylor (angol) |

### Negyedik mérkőzés
| 2018. november 6. 21:00 |

| Atlético Madrid        | 2–0               | Borussia Dortmund |
| ---------------------- | ----------------- | ----------------- |
| Saúl 33' Griezmann 80' | (1–0) Jegyzőkönyv |                   |

| Wanda Metropolitano Stadion, Madrid Nézőszám: 61 023 Játékvezető: Daniele Orsato (olasz) |

### Ötödik mérkőzés
| 2018. november 28. 18:55 |

| Atlético Madrid                      | 2–0               | AS Monaco |
| ------------------------------------ | ----------------- | --------- |
| Koke 2' Griezmann 24' Savić 62′, 82′ | (2–0) Jegyzőkönyv |           |

| Wanda Metropolitano Stadion, Madrid Nézőszám: 56 314 Játékvezető: Mattias Gestranius (finn) |

### Hatodik mérkőzés
| 2018. december 11. 21:00 |

| Club Brugge | 0–0               | Atlético Madrid |
| ----------- | ----------------- | --------------- |
|             | (0–0) Jegyzőkönyv |                 |

| Jan Breydel Stadion, Brugge Nézőszám: 25 645 Játékvezető: Davide Massa (olasz) |

### Nyolcaddöntő
A nyolcaddöntők sorsolását 2018. december 17-én tartották Nyonban. 
| 2019. február 20. 21:00 |

| Atlético Madrid       | 2–0               | Juventus |
| --------------------- | ----------------- | -------- |
| Giménez 78' Godín 83' | (0–0) Jegyzőkönyv |          |

| Wanda Metropolitano Stadion, Madrid Nézőszám: 67 193 Játékvezető: Felix Zwayer (német) |

| 2019. március 12. 21:00 |

| Juventus | –               | Atlético Madrid |
| -------- | --------------- | --------------- |
|          | (–) Jegyzőkönyv |                 |

| Juventus Stadion, Torino |

## Spanyol Királykupa

### A legjobb 32 között
| 2018. Október 30. 21:30, odavágó |

| Sant Andreu | 0–1               | Atlético Madrid |
| ----------- | ----------------- | --------------- |
|             | (0–1) Jegyzőkönyv | Martins 33'     |

| Camp Municipal Narcís Sala, Barcelona Játékvezető: Jesús Gil Manzano (spanyol) |

| 2018. december 5. 18:00, visszavágó |

| Atlético Madrid                             | 4–0               | Sant Andreu |
| ------------------------------------------- | ----------------- | ----------- |
| Lemar 48' Kalinić 52' Correa 55' Vitolo 81' | (0–0) Jegyzőkönyv |             |

| Wanda Metropolitano Stadion, Madrid Nézőszám: 31 414 Játékvezető: Mariano Melero (spanyol) |

### Nyolcaddöntő
| 2019. január 9. 19:00 |

| Girona FC  | 1–1               | Atlético Madrid |
| ---------- | ----------------- | --------------- |
| Lozano 34' | (1–1) Jegyzőkönyv | Griezmann 9'    |

| Estadi Montilivi, Girona Nézőszám: 7 770 Játékvezető: Alejandro Hernández (spanyol) |

| 2019. január 16. 19:30, visszavágó |

| Atlético Madrid                      | 3–3               | Girona                            |
| ------------------------------------ | ----------------- | --------------------------------- |
| Kalinić 12' Correa 66' Griezmann 84' | (1–1) Jegyzőkönyv | Valery 37' Stuani 59' Doumbia 88' |

| Wanda Metropolitano Stadion, Madrid Nézőszám: 45 221 Játékvezető: Antonio Mateu Lahoz (spanyol) |

## Nemzetközi Bajnokok Kupája
| 2018. július 26. 13:30 |

| Atlético Madrid                  | 1–1               | Arsenal                                 |
| -------------------------------- | ----------------- | --------------------------------------- |
| Vietto 41'                       | (1–0) Jegyzőkönyv | Smith-Rowe 47'                          |
| Büntetőpárbaj                    |                   |                                         |
| Correa Rodri Garcés Mollejo Adán | 3–1               | Mhitarján Willock Maitlan-Niles Nketiah |

| National Stadium, Szingapúr Nézőszám: 23.095 Játékvezető: Ahmad A'Qashah |

| GK            | 13 | Jan Oblak         |  |
| RB            | 20 | Juanfran          |  |
| CB            | 31 | Antonio Moya      |  |
| CB            | 35 | Francisco Montero |  |
| LB            | 30 | Roberto Olabe     |  |
| RM            | 47 | Joaquín Munoz     |  |
| CM            | 5  | Thomas Partey     |  |
| CM            | 14 | Rodri             |  |
| LM            | 11 | Ángel Correa      |  |
| CF            | 21 | Kevin Gameiro     |  |
| CF            | 17 | Luciano Vietto    |  |
| Edző:         |    |                   |  |
| Diego Simeone |    |                   |  |

| GK                | 19 | Bernd Leno                |  |
| RB                | 2  | Héctor Bellerín           |  |
| CB                | 15 | Shkodran Mustafi          |  |
| CB                | 16 | Rob Holding               |  |
| LB                | 31 | Sead Kolasinac            |  |
| DM                | 29 | Mattéo Guendouzi          |  |
| DM                | 8  | Aaron Ramsey              |  |
| RM                | 48 | Reiss Nelson              |  |
| FM                | 25 | Emilie Smith-Rowe         |  |
| LM                | 14 | Pierre-Emerick Aubameyang |  |
| CF                | 9  | Alexandre Lacazette       |  |
| Edző:             |    |                           |  |
| Luciano Spalletti |    |                           |  |

| 2018. július 30. 13:30 |

| PSG                                   | 3–2               | Atlético Madrid         |
| ------------------------------------- | ----------------- | ----------------------- |
| Nkunku 32' Diaby 71' Postolachi 90+2' | (1–0) Jegyzőkönyv | Mollejo 75' Bernede 86' |

| National Stadium, Szingapúr Nézőszám: 50038 Játékvezető: Muhammad Taqi |

| GK            | 1  | Kevin Trapp        |  |
| RB            | 34 | Stanley Nsoki      |  |
| CB            | 19 | Layvin Kurzawa     |  |
| LB            | 32 | Kevin Rimane       |  |
| RM            | 36 | Colin Dagba        |  |
| CM            | 6  | Marco Verratti     |  |
| CM            | 25 | Adrien Rabiot      |  |
| LM            | 20 | Lassana Diarra     |  |
| RF            | 24 | Christopher Nkunku |  |
| CF            | 11 | Ángel Di María     |  |
| LF            | 18 | Giovani Lo Celso   |  |
| Edző:         |    |                    |  |
| Thomas Tuchel |    |                    |  |

| GK            | 1  | Antonio Adán      |  |
| RB            | 20 | Juanfran          |  |
| CB            | 31 | Antonio Moya      |  |
| CB            | 35 | Francisco Montero |  |
| LB            | 30 | Roberto Olabe     |  |
| RM            | 11 | Ángel Correa      |  |
| CM            | 5  | Thomas Partey     |  |
| CM            | 14 | Rodri             |  |
| LM            | 42 | Mikel Carro       |  |
| RF            | 17 | Luciano Vietto    |  |
| LF            | 21 | Kevin Gameiro     |  |
| Edző:         |    |                   |  |
| Diego Simeone |    |                   |  |

| 2018. augusztus 11. 21:00 |

| Atlético Madrid | 0–1               | Internazionale |
| --------------- | ----------------- | -------------- |
|                 | (0–1) Jegyzőkönyv | Lautaro M. 31' |

| Wanda Metropolitano Stadion, Madrid Játékvezető: A. H. Hernández |

| GK            | 13 | Jan Oblak          |  |
| RB            | 20 | Juanfran           |  |
| CB            | 24 | José María Giménez |  |
| CB            | 2  | Diego Godín        |  |
| LB            | 3  | Filipe Luís        |  |
| RM            | 11 | Thomas Lemar       |  |
| CM            | 5  | Thomas Partey      |  |
| CM            | 8  | Saúl Ñíguez        |  |
| LM            | 6  | Koke               |  |
| CF            | 10 | Ángel Correa       |  |
| CF            | 19 | Diego Costa        |  |
| Edző:         |    |                    |  |
| Diego Simeone |    |                    |  |

| GK         | 1  | Samir Handanović  |  |
| RB         | 33 | Danilo D’Ambrosio |  |
| CB         | 37 | Milan Škriniar    |  |
| CB         | 23 | Miranda           |  |
| LB         | 29 | Dalbert Henrique  |  |
| RM         | 16 | Matteo Politano   |  |
| CM         | 8  | Matías Vecino     |  |
| CM         | 77 | Marcelo Brozović  |  |
| LM         | 18 | Kwadwo Asamoah    |  |
| CF         | 10 | Lautaro Martínez  |  |
| CF         | 9  | Mauro Icardi      |  |
| Edző:      |    |                   |  |
| Unai Emery |    |                   |  |

## Játékoskeret
2019. január 27. szerint
| Mezszám       | Név                          | Nemzet  | Posztok | Szül. év (kor)                |         |         |         |         |         |
| Kapusok       | Kapusok                      | Kapusok | Kapusok | Kapusok                       | Kapusok | Kapusok | Kapusok | Kapusok | Kapusok |
| ------------- | ---------------------------- | ------- | ------- | ----------------------------- | ------- | ------- | ------- | ------- | ------- |
| 1             | Antonio Adán                 | ESP     | K       | 1987. május 13. (37 éves)     |         |         |         |         |         |
| 13            | Jan Oblak                    | SVN     | K       | 1993. augusztus 23. (31 éves) |         |         |         |         |         |
| 37            | Alexander Dos Santos         | BRA     | K       | 1999. január 15. (26 éves)    |         |         |         |         |         |
| Védők         |                              |         |         |                               |         |         |         |         |         |
| 2             | Diego Godín (Csapatkapitány) | URU     | V       | 1986. február 16. (39 éves)   |         |         |         |         |         |
| 3             | Filipe Luís                  | BRA     | V       | 1985. augusztus 9. (39 éves)  |         |         |         |         |         |
| 16            | Santiago Arias               | COL     | V       | 1992. január 13. (33 éves)    |         |         |         |         |         |
| 15            | Stefan Savić                 | MNE     | V       | 1991. január 8. (34 éves)     |         |         |         |         |         |
| 18            | Nehuén Pérez                 | ARG     | V       | 2000. június 24. (24 éves)    |         |         |         |         |         |
| 20            | Juanfran                     | ESP     | V       | 1985. január 9. (40 éves)     |         |         |         |         |         |
| 21            | Lucas Hernández              | FRA     | V       | 1996. február 14. (29 éves)   |         |         |         |         |         |
| 24            | José María Giménez           | URU     | V       | 1995. január 20. (30 éves)    |         |         |         |         |         |
| 35            | Francisco Montero            | ESP     | V       | 1999. január 14. (26 éves)    |         |         |         |         |         |
| Középpályások |                              |         |         |                               |         |         |         |         |         |
| 5             | Thomas Partey                | GHA     | KP      | 1993. június 13. (31 éves)    |         |         |         |         |         |
| 6             | Koke                         | ESP     | KP      | 1992. január 8. (33 éves)     |         |         |         |         |         |
| 8             | Saúl Ñíguez                  | ESP     | KP      | 1994. november 21. (30 éves)  |         |         |         |         |         |
| 14            | Rodri                        | ESP     | KP      | 1996. június 22. (28 éves)    |         |         |         |         |         |
| 23            | Vitolo                       | ESP     | KP      | 1986. november 2. (38 éves)   |         |         |         |         |         |
| 35            | Víctor Mollejo               | ESP     | KP      | 2001. január 21. (24 éves)    |         |         |         |         |         |
| Csatárok      |                              |         |         |                               |         |         |         |         |         |
| 7             | Antoine Griezmann            | FRA     | CS      | 1991. március 21. (33 éves)   |         |         |         |         |         |
| 9             | Nikola Kalinić               | CRO     | CS      | 1988. január 5. (37 éves)     |         |         |         |         |         |
| 10            | Ángel Correa                 | ARG     | CS      | 1995. március 9. (30 éves)    |         |         |         |         |         |
| 11            | Thomas Lemar                 | FRA     | KP      | 1995. november 12. (29 éves)  |         |         |         |         |         |
| 19            | Diego Costa                  | ESP     | CS      | 1988. október 7. (36 éves)    |         |         |         |         |         |
| 22            | Álvaro Morata                | ESP     | CS      | 1992. október 23. (32 éves)   |         |         |         |         |         |
| 32            | Borja Garcés                 | ESP     | CS      | 1999. augusztus 6. (25 éves)  |         |         |         |         |         |

### Kezdő tizenegy
Csak a tétmérkőzések statisztikái alapján:
Formáció: 4-4-2

## Statisztika
2019. január 27-én frissítve
| Kiírás          | Statisztikák | Statisztikák | Statisztikák | Statisztikák | Statisztikák | Statisztikák | Statisztikák | Kezdő forduló/ helyezés | Végső forduló/ helyezés | Mérkőzések dátumai        | Mérkőzések dátumai  | Mérkőzések dátumai        |
| Kiírás          | M            | GY           | D            | V            | LG–KG        | GK           | Gy %         | Kezdő forduló/ helyezés | Végső forduló/ helyezés | Első                      | Utolsó              | Következő                 |
| --------------- | ------------ | ------------ | ------------ | ------------ | ------------ | ------------ | ------------ | ----------------------- | ----------------------- | ------------------------- | ------------------- | ------------------------- |
| La Liga         | 21           | 12           | 08           | 01           | 32 – 13      | +19"         | 57.1         | 0                       | 0                       | 2018. augusztus 20.       | 2019. május         | 2019. február 3.          |
| Spanyol kupa    | 04           | 02           | 02           | 0            | 9 – 04       | +5           | 50.0         | legjobb 32              | nyolcaddöntő            | 2018. október 30.         | 2019. január 16.    | kiesett                   |
| Bajnokok ligája | 06           | 04           | 01           | 01           | 9 – 06       | +3           | 66.6         | Csoport mérkőzés        |                         | 2018. szeptember 18 – 19. |                     | 2018. szeptember 18 – 19. |
| Szuperkupa      | 01           | 01           | 0            | 0            | 4 – 02       | +2           | 100.0        | Döntő                   | Győztes                 | 2018. augusztus 15.       | 2018. augusztus 15. | 2018. augusztus 15.       |